# Novo Brdo
Pour les articles homonymes, voir Novo Brdo (homonymie).
Novobërdë en albanais et Novo Brdo en serbe latin {en serbe cyrillique : Ново Брдо ; autres noms albanais : Artana ou Artanë) est une localité et une commune (municipalité) du Kosovo qui fait partie du district de Pristina (selon le Kosovo) ou du district de Kosovo-Pomoravlje (selon la Serbie). Selon le recensement kosovar de 2011, la commune compte 6 729 habitants et la localité intra muros 183.
En serbe, le nom de la ville signifie la « nouvelle colline ».

## Histoire
Le prince Lazar Hrebeljanović est né en 1329 à Prilepac, à proximité de Novobërdë/Novo Brdo. Cette ville avait été donnée à son père Pribac Hrebeljanović par le roi Dušan en raison de ses services rendus à la cour en tant que chancelier.
La ville est citée par Raguse pour ses mines d'or et d'argent, très recherchées dans les années 1340, lorsque la décision de frapper des monnaies d'or dans les grandes cités commerciales italiennes a augmenté la demande d'or. En 1450, la ville construite, sur le cône d'un ancien volcan, produisait près de 6 000 kilos d'un argent contenant une forte proportion d'or.

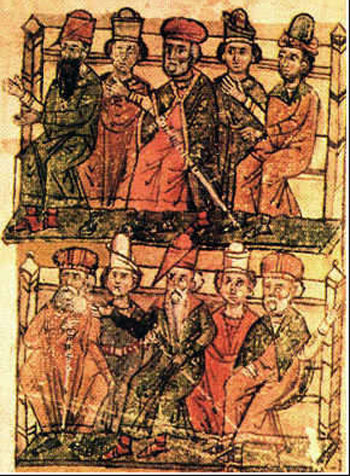
Illustration du code minier de Stefan Lazarević ; ce code a été rédigé à Novobërdë/Novo Brdo en 1412

La première mine connue est celle de Brskovo, mentionnée en 1254, où travaillent des mineurs saxons, dont l'activité en Serbie, et plus tard en Bosnie, a été importante pour l'expansion des mines. Ils ont apporté leur technique, leur vocabulaire et ils ont formé les cadres locaux. au siècle suivant apparaissent les mines de la région de Kopaonik, de Novo Brdo, puis au nord de la Serbie celles de Zeleznik. En Bosnie, le mouvement suivit mais avec un retard de près d'un siècle. Les archives ne mentionnent qu'en 1349 le nom de la mine d'Ostruvznica.

## Localités

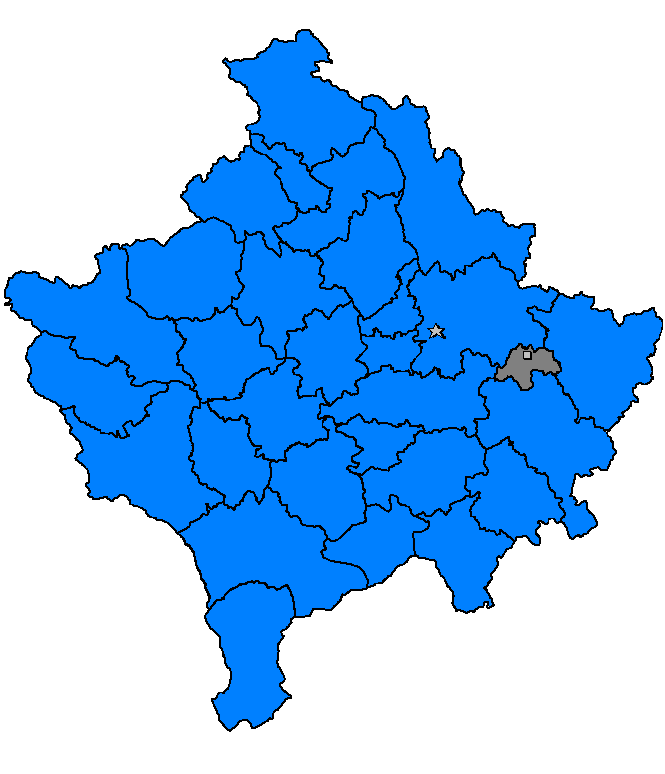
Localisation de la commune/municipalité de Novobërdë/Novo Brdo au Kosovo

Selon le Kosovo, la commune/municipalité de Novobërdë/Novo Brdo compte les localités suivantes :
| - Boljevce/Bolec - Bostan/Bostane - Bušince/Bushincë - Carevce/Carec - Dragancë/Draganac - Gornje Kusce/Kufcë e Epërme - Gornji Makreš/Makresh i Epërm - Izvor/Izvor - Jasenovik/Jasenovik | - Kllobukar/Klobukar - Koretište/Koretishtë - Kosaç/(Stanišor) - Llabjan/Labljane - Makresh i Ulët/Donji Makreš - Manišince/Manishincë - Mazgovë/Mozgovo - Miganovce/Miganoc - Novobërdë/Novo Brdo | - Paralovo/Parallovë - Pasjak/Pasjak - Prekovce/Prekoc - Stanishor/Stanišor - Straža/Strazhë - Tërniqec/Trnićevce - Tirince/Tirincë - Zebince/Zebincë |

## Démographie

### Population dans la localitéintra muros

#### Évolution historique de la population dans la localité
| 1948 | 1953 | 1961 | 1971 | 1981 | 1991 | 2011 |
| ---- | ---- | ---- | ---- | ---- | ---- | ---- |
| 232  | 243  | 237  | 294  | 292  | 463  | 183  |

|  |

#### Répartition de la population par nationalités dans la localité (2011)
En 2011, les Albanais représentaient 96,17 % de la population.

### Commune/Municipalité

#### Évolution historique de la population
| 1948   | 1953   | 1961   | 1971   | 1981   | 1991   | 2011  |
| ------ | ------ | ------ | ------ | ------ | ------ | ----- |
| 10 541 | 11 372 | 13 015 | 13 986 | 12 901 | 11 811 | 6 729 |

|  |

#### Répartition de la population par nationalités (2011)
En 2011, les Albanais représentaient 52,37 % de la population et les Serbes 46,40 %. En 2013, l'OSCE, s'appuyant sur des données du Bureau municipal sur les communautés et les retours, estimait la population totale à 9 670 habitants, dont 5 802 Serbes, 3 771 Albanais et 97 Roms (habitant pour la plupart dans le village de Bostan/Bostane).

## Politique
Aux élections locales de novembre 2009, les 15 sièges de l'assemblée municipale se répartissaient de la manière suivante :
| Parti                                               | Sièges |
| --------------------------------------------------- | ------ |
| Ligue démocratique du Kosovo (LDK)                  | 5      |
| Parti démocratique du Kosovo (PDK)                  | 2      |
| Alliance pour un nouveau Kosovo (AKR)               | 2      |
| Alliance des sociaux-démocrates indépendants (SNSD) | 2      |
| Pour un futur meilleur (ZBB)                        | 2      |
| Alliance pour l'avenir du Kosovo (AAK)              | 1      |
| Parti libéral serbe (SLS)                           | 1      |

Bajrush Ymeri, membre du LDK, a été réélu maire de la commune/municipalité.

## Économie
Aujourd'hui, la commune/municipalité de Novobërdë/Novo Brdo est totalement vouée à l'agriculture, au tourisme rural et au petit commerce.

## Tourisme
La forteresse de Novo Brdo a été édifiée au XIVe siècle, pour protéger un riche ensemble minier d'où l'on extrayait du fer, du plomb, de l'argent et de l'or ; vers le milieu du siècle, cette mine devint la plus importante de Serbie, battant même sa propre monnaie d'argent. La mine atteignit son apogée sous le despote serbe Đurađ Branković (1427-1456), qui, au fil du temps, en retira 50 000, 120 000 et 200 000 ducats d'or ; cette forteresse est inscrite sur la liste des monuments culturels d'importance exceptionnelle de la république de Serbie.
Autres sites et monuments
- le site de Gumnishte (Ier-IVe siècles)[7]
- les ruines de la cathédrale de Novobërdë/Novo Brdo (VIe-XVIIe siècles)[7]
- l'église de la Mère-de-Dieu de Bostan/Bostane (XIVe-XVe siècles)[8]
- les ruines de l'église Saint-Sava de Novobërdë/Novo Brdo XIIIe-XIVe siècles[7]
- les ruines de l'église Jovča à Bostan/Bostane (XIVe-XVe siècles)[9]
- les ruines de l'église Saška à Bostan/Bostane (XIVe-XVe siècles)[10]
- les fondations de l'église Sainte-Marie de Vllasali (Moyen Âge)[7]
- une fontaine à Vllasali (?)[7]
- la mosquée de Novobërdë/Novo Brdo (1522 ?)[7]
- un turbe Novobërdë/Novo Brdo (XVIIe-XVIIIe siècles)[7]
- l'église de la Transfiguration de Bostan/Bostane (XVIIIe siècle)[7]
- les fondations d'une église restaurée à Novobërdë/Novo Brdo (XVIIIe siècle ?)[7]
- un moulin à Jasenovik/Jasenovik (XIXe siècle)[7]
- une fontaine à Jasenovik (?)[7]